# Heodes fruginus
Heodes fruginus är en fjärilsart som beskrevs av Hans Fruhstorfer 1930. Heodes fruginus ingår i släktet Heodes och familjen juvelvingar. Inga underarter finns listade i Catalogue of Life.